# Петров, Ларс-Йёран
Ларс-Йёран Петров (швед. Lars-Göran Petrov, чаще называют неправильно — Ларс Горан Петров; 17 февраля 1972 года — 7 марта 2021 года) — шведский певец шведско-македонского происхождения. Больше всего известен как вокалист дэт-метал группы Entombed.

## Биография
Из-за личных проблем вынужден был покинуть группу в 1992 году, после чего записал вокал для дебютного альбома Megatrends in Brutality группы Comecon. В 1993 году вернулся в Entombed и ещё 10 лет участвовал в ней. В 2014 году при расколе Entombed, сформировал свою группу, взяв название Entombed A.D.. Позже, в этом же году основывает супергруппу Firespawn.
В августе 2020 года стало известно, что у музыканта диагностирована очень редкая и неоперабельная форма рака —холангиокарцинома. Петров умер 7 марта 2021 года.

## Творчество
Хотя Ларс известен своей брутальной и агрессивной техникой гроулинга, он также пел чистым баритоном. Это можно услышать в альбоме Same Difference и кавер-версиях песен «Albino Flogged in Black» (в оригинале исполнил Стиллборн) и «Some Velvet Morning» (в оригинале исполнил дуэт — Ли Хейзлвуд и Нэнси Синатра).
В 2008 году записал гостевой вокал для песни «Guardians of Asgaard» группы Amon Amarth. Также в начале карьеры играл на ударных в группе Morbid вместе с вокалистом Дэдом (Дэд больше известен как бывший вокалист Mayhem).
В обычной жизни работал на транспортировочную компанию в Стокгольме.

## Дискография
| Entombed - Left Hand Path (1990) - Clandestine (1991) - Wolverine Blues (1993) - DCLXVI: To Ride Shoot Straight and Speak the Truth (1997) - Same Difference (1998) - Uprising (2000) - Morning Star (2001) - Inferno (2003) - Serpent Saints: The Ten Amendments (2007) Entombed A.D. - Back to the Front (2014) - Dead Dawn (2016) - Bowels of Earth (2019) Firespawn - Shadow Realms (2015) - The Reprobate (2017) - Abominate (2019) Allegiance - Sick World (1989) | Comecon - Merciless/Comecon (сплит) (1991) - Megatrends in Brutality (1992) - The Worms of God (сборник) (2008) Morbid - Rehearsal 7 August 1987 (демо, 1987) - December Moon (демо, 1987) - Last Supper (демо, 1988) - December Moon (EP, 1994) - Death Execution (сборник, 1995) - Live in Stockholm (LP, Reaper, 2000) - Death Execution III (7", Reaper, 2001) - Year of the Goat (сборник, Century Media, 2011) Nihilist - Premature Autopsy (демо, 1988) - Only Shreds Remain (демо, 1989) - Drowned (демо, 1989) - Drowned (7" сингл, 1989) - Nihilist (1987-1989) (2005) E-Type - Loud Pipes Save Lives (2004) |